# Sethy Regenvanu
Sethy John Regenvanu, né en 1945 sur l'île d'Uripiv (en), est un pasteur presbytérien et homme politique vanuatais.

## Biographie
Né sur une petite île près de Malekula dans ce qui est alors le condominium des Nouvelles-Hébrides, colonie franco-britannique, Sethy Regenvanu étudie la théologie au Pacific Theological College à Suva, aux Fidji. Il en sort diplômé avec un Bachelor of Divinity en 1973, et devient pasteur ainsi que directeur de l'éducation pour les écoles gérées par l'Église presbytérienne aux Nouvelles-Hébrides. Il épouse une Australienne installée au Vanuatu, elle aussi diplômée de théologie,.
Engagé au Parti national des Nouvelles-Hébrides (indépendantiste, anglophone), il est élu député de Malekula à l'Assemblée représentative des Nouvelles-Hébrides lors des premières élections législatives de la colonie, en 1975. Le Parti national devient le Vanua'aku Pati et remporte les élections législatives de 1979, permettant à Walter Lini de former un gouvernement pour mener la colonie à l'indépendance. Il y nomme Sethy Regenvanu ministre des Affaires foncières. Avec l'indépendance du pays -qui devient le Vanuatu- en 1980, Sethy Regenvanu est chargé de mettre en œuvre la politique du parti d'exproprier tous les propriétaires non-autochtones de terres, et de restituer ces terres aux communautés autochtones. Les litiges entre différentes communautés autochtones qui réclament les mêmes terres conduisent à « des mois de négociations infructueuses », après quoi le ministre tranche d'autorité, attribuant telles parcelles à telle communauté. En 1981, il est transféré au ministère de l'Agriculture, de la Sylviculture et des Pêcheries, Thomas Reuben le remplaçant aux Affaires foncières,. En février 1983, Lini limoge le vice-Premier ministre Fred Timakata, sans donner de raison, et fait de Sethy Regenvanu son vice-Premier ministre.
Très largement réélu député aux élections de 1983, il demeure vice-Premier ministre et est conjointement nommé ministre de l'Intérieur par Walter Lini,. En 1998, il est fait ministre de l'Éducation, de la Jeunesse et des Sports. Lors de la scission du Vanua'aku Pati en 1991, il accompagne Walter Lini qui quitte ce parti pour fonder le Parti national unifié. Les élections de 1991 aboutissent à un gouvernement de coalition où le PNU est le partenaire minoritaire de l'Union des partis modérés ; Maxime Carlot (UPM) devient Premier ministre, et nomme Sethy Regenvanu vice-Premier ministre et ministre de la Justice, de la Culture, des Cultes et des Femmes,. En 1993, le PNU subit à son tour une scission : une faction menée par Walter Lini quitte la majorité parlementaire et rejoint l'opposition, mais la faction dirigée par Sethy Regenvanu demeure au gouvernement. En 1995, il ouvre le Musée national de Vanuatu. 
Il ne se représente pas aux élections de 1995, et est candidat malheureux avec l'étiquette de son propre parti éphémère, le Parti démocrate populaire, à celles de 1998. Il devient président de la commission électorale de 2001 à 2004. Son fils Ralph Regenvanu a dirigé le Centre culturel de Vanuatu et exercé plusieurs fonctions ministérielles.